# Mina Raimunda
La Mina Raimunda és una obra del Molar (Priorat) inclosa a l'Inventari del Patrimoni Arquitectònic de Catalunya.

## Descripció
Conjunt d'instal·lacions enrunades que configuraven la mina "Raimunda". Es componen de dues naus principals que configuren una lletra L a l'angle de la qual es troba el pou d'accés, perillosament obert. A banda i banda hi ha restes dels rentadors de mineral, magatzem, oficines i casa. No hi ha restes de maquinària. La seva estructura posa en relleu el tipus d'instal·lacions pròpies d'una explotació modesta.

## Història
Posada en explotació per una empresa espanyola, la mina "Raimunda" explotava el subsol del sector, ric en galena, i era ja en marxa a principis del segle xx. A la fi del 1971 treballava ja molt poc, abandonant-se poc temps després.